# IC 1844
</tr 
IC 1844 је спирална галаксија у сазвјежђу Кит која се налази на листи објеката дубоког неба у Индекс каталогу.
Деклинација објекта је + 3° 13' 50" а ректасцензија 2h 45m 49,2s. Привидна величина (магнитуда) објекта IC 1844 износи 14,4 а фотографска магнитуда 15,3. Налази се на удаљености од 107</tr милиона парсека од Сунца. IC 1844 је још познат и под ознакама MCG 0-8-7, CGCG 389-6, PGC 10448.